# Mostwa
Mostwa (w górnym biegu Lwa; ukr. Льва, Lwa; biał. Льва, Lwa; w dolnym biegu Mostwa; ukr. Моства, Mostwa; biał. Маства, Mastwa) – rzeka o długości 172 km, lewobrzeżny dopływ Stwihy w dorzeczu Prypeci. Płynie zachodnią częścią Ukrainy i Białorusi, przez bagna Polesia Wołyńskiego (źródła koło wsi Borowe k. Sarn na Ukrainie) oraz Polesia Prypeckiego (ujście do Stwihu przed wsią Korotycze na Białorusi). 
Do 1945 Lwa leżała w granicach Polski, płynąc przez województwo wołyńskie i województwo poleskie.

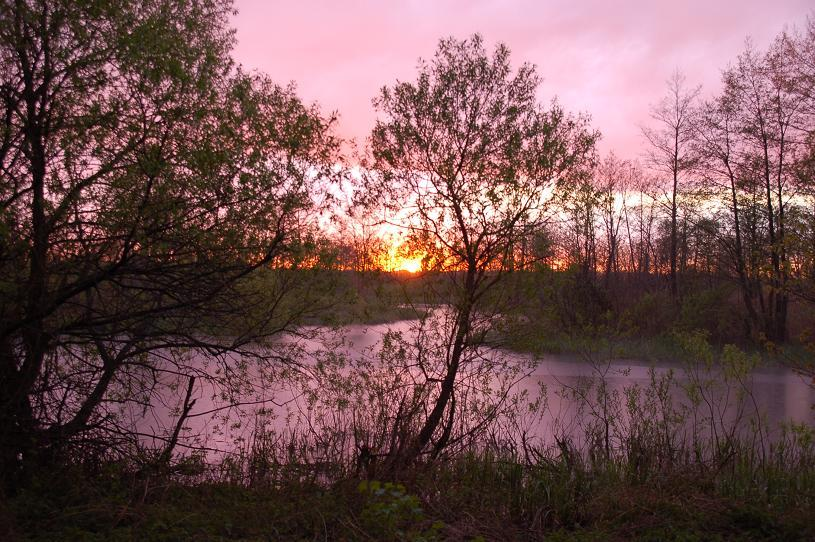
Rzeka Lwa – 1 km przed puszczą olchową. Białoruś – Polesie Prypeckie